# Cool Boarders 4
Cool Boarders 4 — компьютерная игра в жанре спортивного симулятора, разработанная Idol Minds и изданная 989 Studios для PlayStation.

## Игровой процесс
В игре доступны различные трассы и персонажи. В кампанию включены такие сценарии, как слалом и раздельный старт. Игра поддерживает многопользовательский режим.

## Оценки
| Сводный рейтинг           | Сводный рейтинг |
| Агрегатор                 | Оценка          |
| ------------------------- | --------------- |
| GameRankings              | 67,93 %         |
| Иноязычные издания        |                 |
| Издание                   | Оценка          |
| AllGame                   | [ 2 ]           |
| Famitsu                   | 28/40           |
| GameFan                   | 75 %            |
| Game Informer             | 7,75/10         |
| GameSpot                  | 7,3/10          |
| IGN                       | 4/10            |
| Jeuxvideo.com             | 11/20           |
| Next Generation           | [ 9 ]           |
| OPM                       | [ 10 ]          |
| The Sydney Morning Herald | 3,5/5           |

Игра получила смешанные отзывы, согласно сайту GameRankings.